# Кислино (Ленинградская область)
Кислино — деревня в Новосельском сельском поселении Сланцевского района Ленинградской области.

## История
Деревня Митровка, состоящая из 21 крестьянского двора упоминается на карте Санкт-Петербургской губернии Ф. Ф. Шуберта 1834 года.

КИСЛИНО — деревня принадлежит дочери господина Чеблакова, число жителей по ревизии: 90 м. п., 112 ж. п. (1838 год)

Как деревня Митровка из 21 двора она отмечена на карте профессора С. С. Куторги 1852 года.

КИСЛИНО — деревня господина Можайского, по просёлочной дороге, число дворов — 28, число душ — 77 м. п. (1856 год)

КИСЛИНО — деревня владельческая при речке Руйке, число дворов — 28, число жителей: 82 м. п., 80 ж. п.; Часовня православная (1862 год) 

В XIX — начале XX века деревня административно относилась к Выскатской волости 1-го земского участка 1-го стана Гдовского уезда Санкт-Петербургской губернии.
Согласно Памятной книжке Санкт-Петербургской губернии 1905 года деревня входила в Кислинское сельское общество.
- Деревня Кислино на карте 1919 года

Согласно карте Петроградской и Эстляндской губерний 1919 года деревня называлась Кислена.
По данным 1933 года деревня Кислино входила в состав Савиновщинского сельсовета Рудненского района.
По состоянию на 1 августа 1965 года деревня Кислино входила в состав Новосельского сельсовета Кингисеппского района.
По данным 1973 и 1990 годов года деревня Кислино входила в состав Новосельского сельсовета Сланцевского района.
В 1997 году в деревне Кислино Новосельской волости проживали 20 человек, в 2002 году — 25 человек (русские — 96 %).
В 2007 году в деревне Кислино Новосельского СП проживали 24 человека, в 2010 году — 14 человек.

## География
Деревня расположена в юго-восточной части района на автодороге 41К-020 (Сижно — Будилово — Осьмино).
Расстояние до административного центра поселения — 3 км.
Расстояние до ближайшей железнодорожной платформы Сланцы — 39 км.
Деревня находится на левом берегу реки Руя.

## Демография
| 1862 | 2007 | 2010 | 2017 |
| ---- | ---- | ---- | ---- |
| 162  | ↘24  | ↘14  | ↗32  |